# Punta de Mata
Punta de Mata est le chef-lieu de la municipalité d'Ezequiel Zamora dans l'État de Monagas au Venezuela. Autour de la ville s'articule la division territoriale et statistique de Capitale Ezequiel Zamora.